# 2013年8月中國大陸

## 8月31日
- 广州日报报道：“冀中星被殴目击者现身 称冀遭治安队殴打致惨”。“据新华社电（记者陈冀）‘7·20’首都国际机场3号航站楼爆炸案犯罪嫌疑人冀中星当年搭载的乘客龚明照日前现身。他在给东莞市公安局信件中称，冀中星系被治安员殴打致残。记者向东莞市公安局求证，该局确认收到了龚明照的信件，目前正就龚明照反映的情况展开进一步核查。”[1][2]

## 8月30日
- 新华网报道：“外媒:中国新一轮反腐指向‘石油帮’”。“日本媒体称，中国掀起的反腐运动开始波及大型国有石油企业。中国石油天然气集团公司（中石油集团）高管陆续被调查，香港和纽约上市子公司的股价暴跌。”[3]

## 8月28日
- 新京报报道：“中石油两天四高管被查 李华林担任副总尚未满月”。“继中石油集团副总经理、大庆油田总经理王永春[被组织调查后，昨日又有三名中石油高管被通报正在接受调查。这三名高管分别为中石油集团副总经理、昆仑能源董事会主席李华林；中石油股份副总裁兼长庆油田分公司总经理冉新权；中石油总地质师兼勘探开发研究院院长王道富。”[4]

## 8月27日
- 人民网报道：“陕西司机在宁夏被交警群殴续：宁夏警方跨省道歉”[5]。20日，中卫市公安局官方微博“平安中卫”贴出海原县公安局的回应，称“微博爆料不属实”、“发帖人报警后遭二次殴打更属无中生有”。21日，有网友发出一段视频，清楚地记录了当时执勤人员殴打司机的情况。视频出现后，“平安中卫”删除了原来的微博，23日上午，再次发布调查结果称：“经查，李旺交警中队3名执勤人员，给车主苏某开具了代码为‘5038’的一张100元罚单，因车主对处罚决定提出异议，双方发生过激行为。”22日，海原县委决定，给予李旺交警中队中队长党内严重警告处分，免去中队长职务，并调离县交警大队，责令辞退当日执勤的3名协警人员。给予该县交警大队大队长、公安局分管副局长、县公安局纪委书记行政警告处分。责令县公安局向当事人道歉。[6][7]

## 8月26日
- 新华网报道：“王永春系十八大后第二位落马中央候补委员”[8]。“昨日，监察部网站发布公告称，中国石油天然气集团公司副总经理兼大庆油田有限责任公司总经理王永春涉嫌严重违纪，正接受组织调查。”[9][10]

## 8月23日
- “中新网林州8月23日电，记者从河南林州市宣传部获悉，因对'摔婴'事件处理不当，已撤销林州市公安局长、书记魏书平，政委杨承栋，副书记苏祥顺等3人职务。”[11][12][13]
- 在各方舆论关注下，8月17日晚，涉案民警郭增喜被公安机关依法刑事拘留，18日上午实行异地关押，于22日被检察机关以涉嫌故意伤害罪依法批准逮捕。同日，纪检监察机关决定给予郭增喜开除党籍、开除公职处分。"[14]

## 8月22日
- 东北网报道：“警察旁观杀人案，怎逃得了不作为”。“17岁超市女收银员被歹徒连捅10多刀后遇害，让人无限伤痛可一份案发时的监控显示：女孩被歹徒勒住脖子、用刀捅死时，两位民警就在面前，却不敢挺身而出上前制止。直到歹徒自残倒地后，两位民警才上前将其控制。两位民警的所为遭致死者家属的强烈愤怒，其局长却解释称，两位民警在处置这件事时，反应有点慢，有些迟钝。(8月22日人民网)”“都说警察的肩上扛着责任，所以厚实。可旁观行凶发生了，推脱之语出现了，无不说明警察队伍的反思与肃清已刻不容缓。”[15]

## 8月19日
- 受强台风“尤特”残留云系影响，广西壮族自治区多地出现强降雨天气过程。从14日至19日15时，灾害造成全区112万人受灾，因灾遇难6人，紧急转移安置11万人，倒塌和严重损坏房屋6300余间，一般损坏房屋6100余间，直接经济损失4亿元。新华网 Archive.today的存檔，存档日期2013-08-19中国新闻网（页面存档备份，存于）中国广播网（页面存档备份，存于）广西新闻网

## 8月18日
- “18日凌晨5时许，大货车车主苏先生途经宁夏101省道李旺高速出口附近时，海原县交警拦车罚款，自己因质疑乱罚款惹怒交警遭殴打，随后报警，却被赶来的交警二次群殴。”新华网 Archive.today的存檔，存档日期2013-08-27

## 8月17日
- 中国国务院正式批准设立中国（上海）自由贸易试验区。[16][17]

- “‘河南民警摔婴案’被隐瞒一个月 市人大领导冲破禁令”。

“北京恶汉摔死女童案震惊舆论，原以为这种极端残暴的血案只是个案，没想到血案又现河南林州版，一从警近30年的民警，酗酒后突然抢走街上一男子怀里7个月大的女婴，举过头顶后猛摔在地。目前女婴虽已脱离生命危险，但能否康复仍需进一步观察。事件发生后，涉事民警除受到关禁闭15天的警务纪律处罚外，至今没受到任何法律制裁。”(8月17日《法制晚报》)人民网（页面存档备份，存于）
- 新京报报道：“中国法医学会副会长退会 或与‘马跃案’有关”。“17日上午，最高检检察技术信息研究中心副主任、著名女法医王雪梅通过视频声明：辞去中国法医学会副会长职务并退出中国法医学会，并以一个在职法医身份，退出中国的法医队伍。王雪梅称，自己的名字不能与出具‘荒谬、不负责任’的鉴定结论的一个学术团体混为一体。”

“王雪梅称，根据马跃母亲孟朝红提供的事发当日马跃遗体照片，她同意电击致死的结论。但死者下颌一3厘米伤口特征显示，死者生前曾受到一次不致死的电击，致其重心不稳坠落轨道，再次遭电击、死亡。所以，死者的伤口应为生前伤。”中国警察网（页面存档备份，存于）

## 8月16日
- 8月16日11时02分至11时05分，中国股市上证综指瞬间暴涨5.96%[18]，而后收盘时多数股票都转为收跌，上证综指收跌了0.6%，中国证监会证实这是一起乌龙事件，原因是光大证券股份有限公司独立的套利系统出现问题。[19][20]

## 8月5日
- 《中国政治发展报告》2013年新书发布会在京举行，劳教改革问题成为关注焦点。人民网（页面存档备份，存于）

## 8月3日
- 在建中的中国第一高楼上海中心大厦（右图）于2013年8月3日正式封顶，高度达到632米。

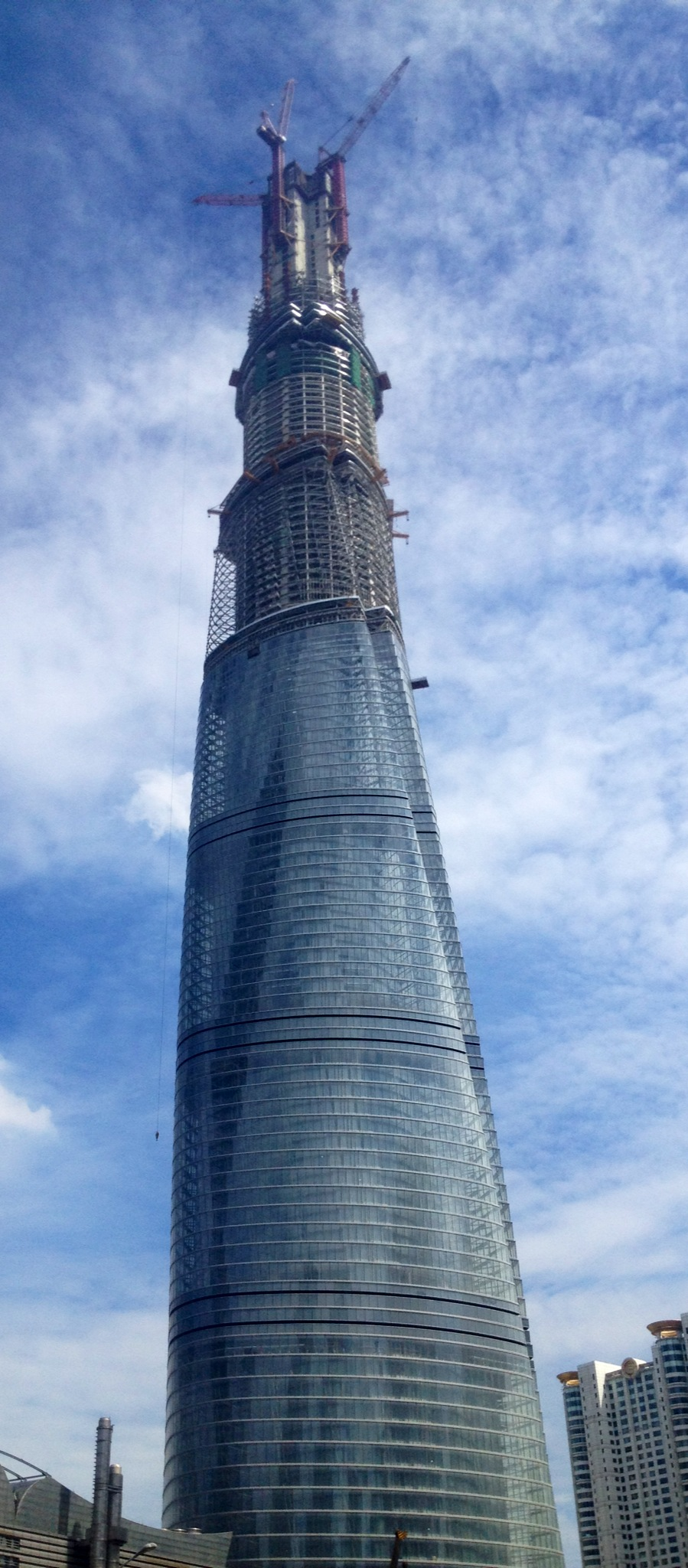

## 8月2日
- 川藏公路318国道的咽喉工程——全长258米的通麦大桥因铆索脱落于2013年8月2日深夜发生部分垮塌，目前事故共造成4人失踪。凤凰网（页面存档备份，存于）

## 8月1日
- 新华网报道：“湖北宜城政法委副书记被免 拒交4元停车费打收费员”。“前天，湖北宜城市政法委副书记吴光山因4元停车费动粗，殴打59岁收费员。昨天18点，宜城市委在媒体曝光此事后，经实地核实召开紧急会议，对该官员就地免职。”新华网 Archive.today的存檔，存档日期2013-08-03